# Ratinho
Carlos Roberto Massa, mais conhecido pela sua alcunha, Ratinho (Águas de Lindóia, 15 de fevereiro de 1956), é um apresentador, empresário e ex-político brasileiro. É também pai do político Ratinho Júnior.
Foi político no final da década de 1970 até meados da década de 1990, quando foi vereador de Curitiba e deputado federal, pelo Partido da Reconstrução Nacional (PRN). É o fundador e proprietário do Grupo Massa, que atua nas áreas de comunicação (Rede Massa), agronegócio, gestão e licenciamento de marcas.
Já atuou como ator na novela Vende-se um Véu de Noiva, fez participação especial em Carinha de Anjo e no filme Exterminadores do Além contra a Loira do Banheiro, além de especiais do SBT.
É conhecido por seu temperamento explosivo, seu estilo polêmico e provocador, por não medir suas palavras e por se utilizar de linguajar inapropriado, principalmente quando se exalta contra acusados de crimes. Por seu comportamento, foi réu em numerosos processos judiciais, inclusive por Jorgina de Freitas (acusada de fraudar o INSS), a quem teria chamado de "biscate".

## Biografia
Ratinho nasceu entre São Paulo e Minas Gerais (como muitos de família mineira, foi registrado nas cidades paulistas que fazem divisa com Minas Gerais), em Águas de Lindóia, a nordeste de São Paulo. Mas desde a infância viveu em cidades paranaenses como Jandaia do Sul (onde passou a infância e a adolescência) e Curitiba (para onde se mudou já adulto e onde ainda vive sua família), dado que ele vive em São Paulo apenas quando apresenta o programa. A alcunha de Ratinho o acompanha desde a infância e teria surgido do fato de ele "dar sumiço" nas bolas de partidas de futebol de várzea e os jogadores dizerem, culpando-o pelo sumiço: "foi aquele ratinho", em função de sua rapidez e agilidade. Iniciou sua carreira televisiva em 1991 na Rede OM (atual CNT) como repórter policial e logo em seguida apresentador do programa Cadeia, do ex-deputado Luiz Carlos Alborghetti, de quem adotou o estilo espontâneo, irreverente, desafiador, escrachado e acalorado de atuação, assim como o uso do cassetete durante os programas. Ratinho entrou na Record em setembro de 1997 estreando o programa Ratinho Livre. Seu programa na Record era das 20h30 às 22h. Um mês depois alcançou Globo e SBT no Ibope. Naquela época, também obteve certa visibilidade nacional e até internacional com casos que abordou em seu programa. A agência Associated Press, destacando suas características, como improvisos, assobios, brincadeiras com a plateia, e a agitação com o cassetete exigindo punição aos políticos corruptos, publicou a 14 de abril de 1998:
Transferiu-se para o SBT, e apresentou entre 1998 e 2006 o Programa do Ratinho no SBT, programa este que nos últimos meses registrou baixa audiência e fuga de patrocinadores, o que o fez sair do horário nobre e mudar o horário de exibição várias vezes na grade de programação. Até então, estava na Rede Record com o Ratinho Livre e com o Ratinho Show, tendo apresentado antes o 190 Urgente na CNT. Na emissora de Silvio Santos apresentou também o Show do Ratinho e participou do especial humorístico SBT Palace Hotel. Seu filho primogênito Carlos Roberto Massa Júnior (Ratinho Júnior) foi eleito deputado estadual em 2002 aos 21 anos pelo PSB. Em 2006, aos 25 anos, foi eleito deputado federal pelo PPS. A partir de janeiro de 2007, Carlos Massa iniciou a apresentação de seu novo programa, o Jornal da Massa. No dia 26 de março de 2007, Ratinho apresentou o Você É o Jurado, sendo substituído na segunda temporada pelo cantor Supla.
Em 2008 Ratinho comprou a TV Iguaçu, TV Cidade, TV Tibagi e TV Naipi afiliadas do SBT de onde nasceu a Rede Massa de Televisão. No dia 4 de maio de 2009 o apresentador retornou com o Programa do Ratinho no SBT, depois de três anos. No dia 5 de setembro de 2009, começou a comandar o Nada Além da Verdade, um programa já apresentado antes por Silvio Santos. No dia 30 de novembro de 2010, Ratinho retorna às 21h15, pelo SBT. Apresentou o Programa Eliana no SBT no dia 7 de agosto de 2011, cobrindo a licença maternidade de Eliana. Já no dia 6 de agosto de 2012, inaugurou mais uma emissora no Paraná: a TV Guará.
É torcedor declarado do Palmeiras.

## Trabalhos

### Televisão
| Ano               | Título                   | Emissora    | Cargo                 | Notas                                               |
| ----------------- | ------------------------ | ----------- | --------------------- | --------------------------------------------------- |
| 1992 - 1994       | Cadeia Nacional          | Rede OM     | Repórter              |                                                     |
| 1995              | Cadeia Nacional          | Rede OM     | Apresentador          |                                                     |
| 1992              | Programa do Ratinho      | Rede OM     | Apresentador          |                                                     |
| 1998 - 2006       | Programa do Ratinho      | SBT         | Apresentador          |                                                     |
| 2009 - Atualmente | Programa do Ratinho      | SBT         | Apresentador          |                                                     |
| 1996              | 190 Urgente              | CNT         | Apresentador          |                                                     |
| 1997–1998         | Ratinho Livre            | Rede Record | Apresentador          |                                                     |
| 1997–1998         | Ratinho Show             | Rede Record | Apresentador          |                                                     |
| 1999              | Ô... Coitado             | SBT         | Mestre Ratazana       | Episódio: "12 de outubro"                           |
| 2000–2001         | Show do Ratinho          | SBT         | Apresentador          |                                                     |
| 2001              | SBT Palace Hotel         | SBT         | Dr. Camundongo        | Especial de fim de ano                              |
| 2003              | Romeu e Julieta          | SBT         | Pai de Julieta        | Especial de fim de ano                              |
| 2007              | Jornal da Massa          | SBT         | Apresentador          |                                                     |
| 2007              | Você é o Jurado          | SBT         | Apresentador          |                                                     |
| 2009              | Vende-se um Véu de Noiva | SBT         | Dr. Caetano Soares    | Episódio: "26 de junho"                             |
| 2009–2010         | Nada Além da Verdade     | SBT         | Apresentador          |                                                     |
| 2011              | 30 Anos de Chaves        | SBT         | Sr. Barriga           | Especiais de aniversário da SBT, Natal e fim de ano |
| 2015              | #PartiuShopping          | Multishow   | Investigador Massinha | Episódio: "Bikemania"                               |
| 2022              | Candidatos com Ratinho   | SBT         | Apresentador          |                                                     |

### Cinema
| Ano  | Títulos                                           | Notas   |
| ---- | ------------------------------------------------- | ------- |
| 2014 | A Grande Vitória                                  | Carlão  |
| 2018 | Exterminadores do Além contra a Loira do Banheiro | Alcides |

## Controvérsias

### Caso HSBC
Ratinho, dono da Rede Massa, afiliada ao SBT no Paraná, e sua esposa, Solange Martinez Massa, estavam com uma conta ativa no HSBC entre 2006 e 2007 com saldo de US$ 12,5 milhões. A Rede Massa afirmou que "todos os bens e valores foram devidamente declarados".

### Caso de trabalho análogo a escravidão
Em julho de 2016, Carlos Massa foi condenado pelo Tribunal Superior do Trabalho (TST) de manter trabalhadores de uma propriedade rural de que era dono em situação análoga a escravidão, sendo obrigado a pagar uma multa de R$ 200 mil por danos morais coletivos por ter deixado de fornecer equipamentos de proteção e locais adequados para as refeições dos empregados da Fazenda Esplanada, em Limeira do Oeste (onde é um dos principais fornecedores de cana de açúcar para uma empresa da cidade), mas ainda recorre do processo. A condenação por Trabalho análogo a escravidão foi corrigida no dia 18 de Julho para pagamento por dano moral coletivo.

### Exposição vexatória de família
Em 22 de fevereiro de 2020, o Superior Tribunal de Justiça (STJ) condenou o apresentador a pagar uma indenização de R$ 150 mil para uma família exposta em seu programa televisivo. Na ocasião, o repórter do apresentador queria questionar ao morador Rogério Gonçalves sobre a venda de uma rifa envolvida em um suposto estelionato. Para realizar a entrevista, forçou sua entrada à propriedade de Rogério, onde estava somente sua filha de 14 anos, em trajes de dormir, o namorado da jovem e uma criança de 2 anos de idade. Segundo o entendimento do STJ, o apresentador "estimulou o constrangimento público imposto à família".

### Defesa de golpe militar no Brasil
Na rádio Massa FM, em fevereiro de 2021, Ratinho defendeu um golpe militar no Brasil, o que é inconstitucional: "Eu sei que o que vou falar aqui pode até chocar, mas está na hora de fazer igual fez em Singapura. Entrou um general, consertou o país e, um ano depois, fez eleições. Mas primeiro consertou, chamou todos denunciados e disse: ‘vocês têm 24 horas para deixar o país ou serão fuzilados’. Limpou Singapura. (...) Se eu abrir uma votação perguntando se o povo é a favor da volta dos militares, dá 70%. Nossa democracia é muito frágil, dá margem para bandido, estranha." Em resposta, Eduardo Suplicy (PT-SP) chamou Ratinho para um debate para defender a democracia e que "suas declarações em favor da Ditadura Militar, Ratinho está a merecer punição semelhante à (sic) do deputado Daniel Silveira (PSL-RJ)." Em sua coluna no UOL, o jornalista Jamil Chade escreveu uma "carta ao apresentador Ratinho", e lembrou das atitudes antidemocráticas do governo de Singapura após o suposto golpe militar. A declaração de Ratinho gerou controvérsia e fez com que Ratinho perdesse audiência em seu programa no SBT.

### Incitação ao crime contra deputada
Em 15 de dezembro de 2021, também na Massa FM, durante o programa "Turma do Ratinho", após a deputada Natália Bonavides (PT-RN) apresentar um projeto de lei que eliminaria os termos "marido e mulher" durante cerimônias de casamento, exigido pelo artigo 1.535 do Código Civil, para "declaro firmado o casamento". Com isso, o apresentador sugeriu "eliminar esses loucos" e "pegar uma metralhadora", e também disse para a parlamentar "lavar roupa", "costurar as calças" e  " lavar as cuecas" de seu marido. Em resposta, a deputada acusou Ratinho de incitação ao homicídio e ao crime, decidindo acioná-lo à Procuradoria da Mulher da Câmara dos Deputados. As declarações geraram críticas contra Ratinho por parte de parlamentares nas redes sociais. Posteriormente, em janeiro de 2022, o empresário informou à Câmara que negou à deputada a veiculação do direito de resposta em seu programa de rádio, fazendo a parlamentar recorrer ao Judiciário.

## Prêmios e indicações
| Ano  | Prêmio            | Categoria                             | Trabalho            | Resultado |
| ---- | ----------------- | ------------------------------------- | ------------------- | --------- |
| 1998 | Troféu Imprensa   | Revelação do Ano                      | Programa do Ratinho | Venceu    |
| 1999 | Troféu Imprensa   | Melhor Apresentador ou Animador de TV | Programa do Ratinho | Indicado  |
| 2002 | Troféu Imprensa   | Melhor Apresentador ou Animador de TV | Programa do Ratinho | Indicado  |
| 2003 | Troféu Imprensa   | Melhor Apresentador ou Animador de TV | Programa do Ratinho | Indicado  |
| 2013 | Retrospectiva UOL | Melhor Apresentador                   | Programa do Ratinho | Indicado  |
| 2013 | Troféu Internet   | Melhor Apresentador ou Animador de TV | Programa do Ratinho | Indicado  |
| 2014 | Troféu Internet   | Melhor Apresentador ou Animador de TV | Programa do Ratinho | Indicado  |
| 2014 | Retrospectiva UOL | Melhor Apresentador                   | Programa do Ratinho | Indicado  |
| 2015 | Troféu Internet   | Melhor Apresentador ou Animador de TV | Programa do Ratinho | Indicado  |
| 2016 | Troféu Internet   | Melhor Apresentador ou Animador de TV | Programa do Ratinho | Indicado  |
| 2017 | Troféu Internet   | Melhor Apresentador ou Animador de TV | Programa do Ratinho | Indicado  |

## Galeria

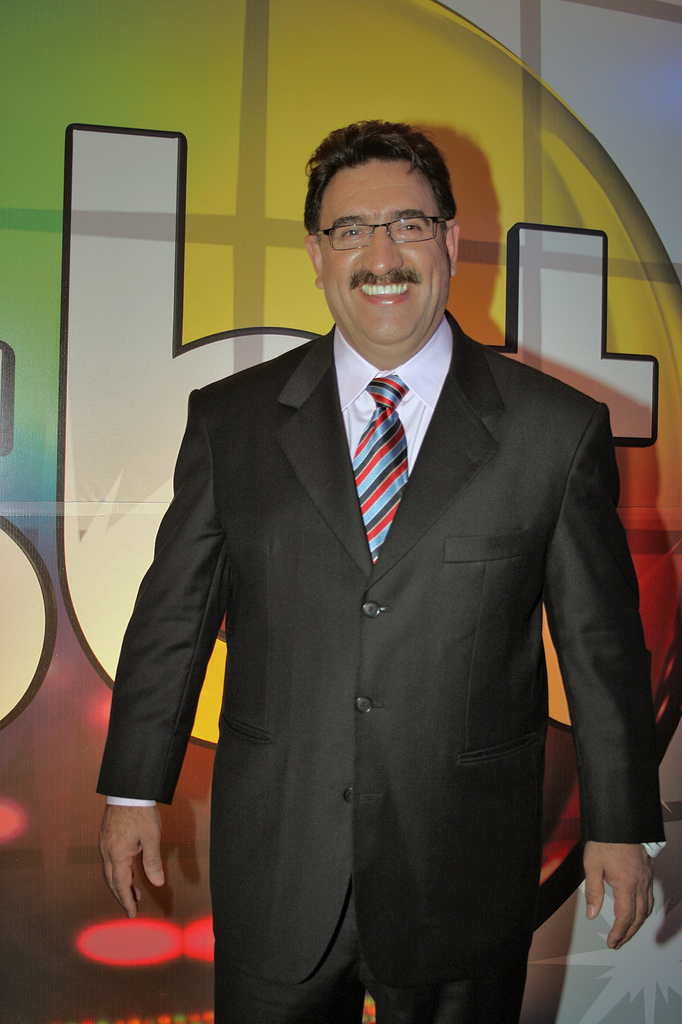
Ratinho durante coletiva de imprensa do SBT em 2008.
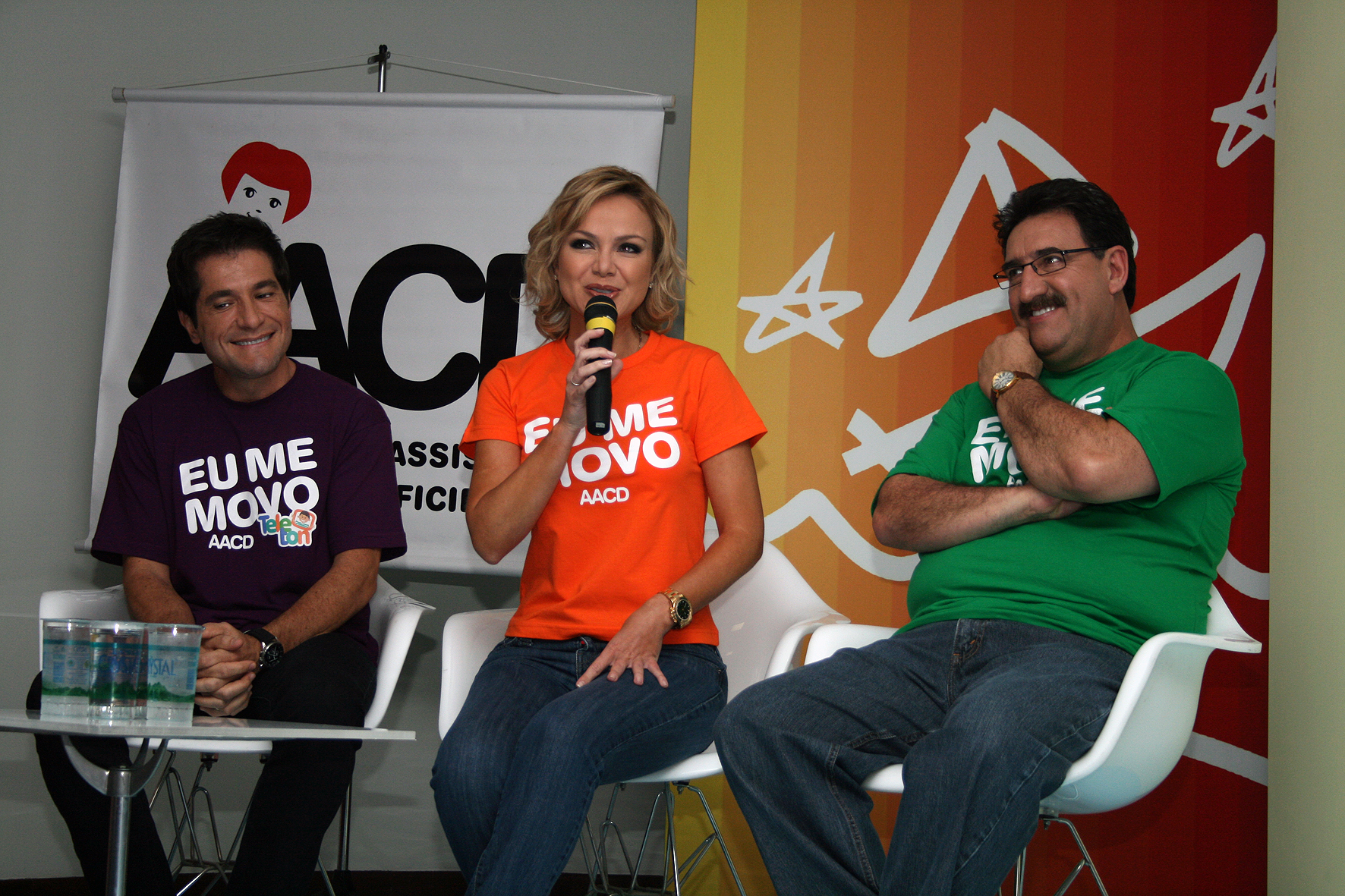
Ratinho ao lado da apresentadora Eliana e do cantor Daniel no Teleton.
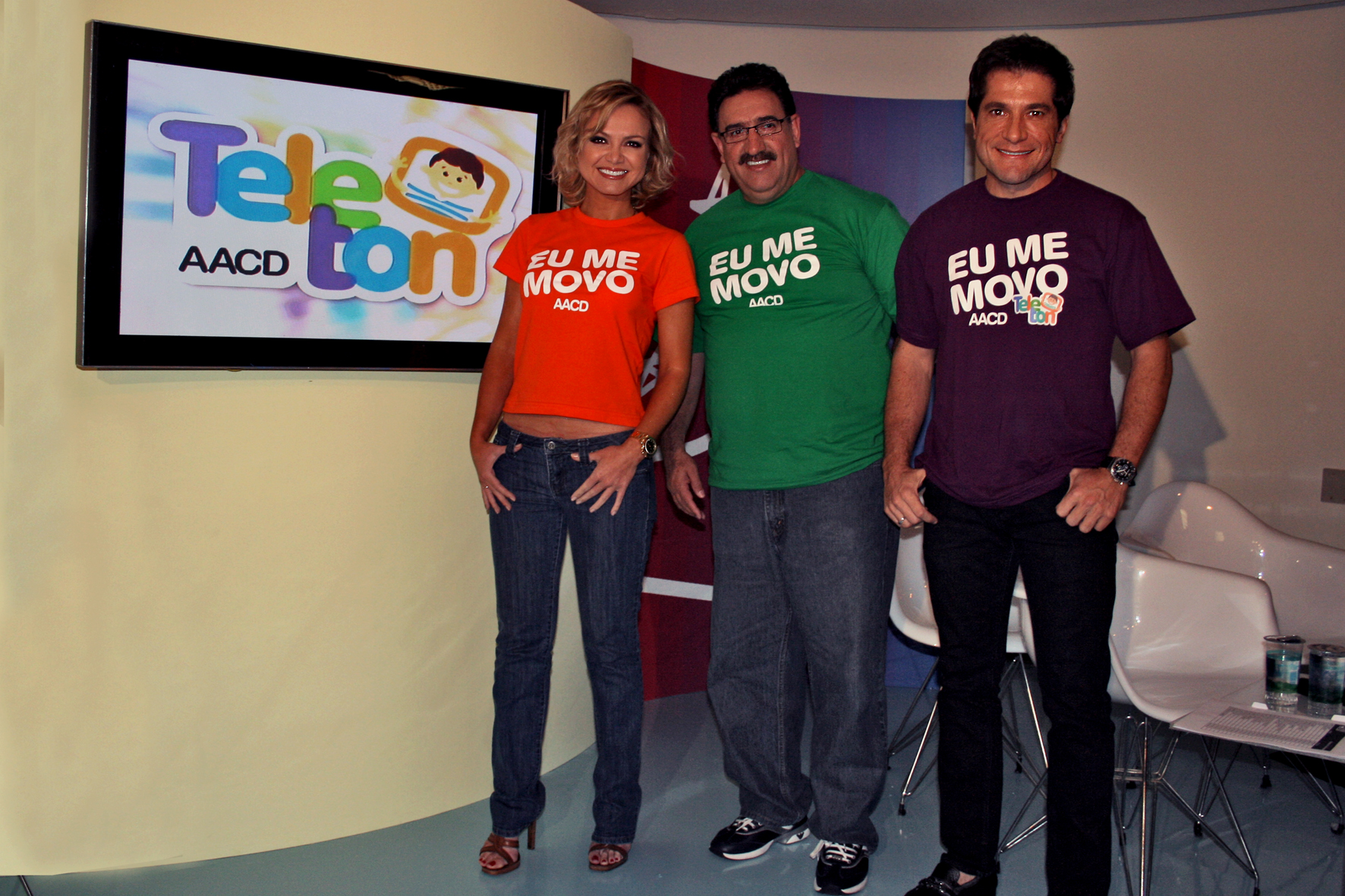
Ratinho ao lado da apresentadora Eliana e do cantor Daniel no Teleton.